# هیلمارن

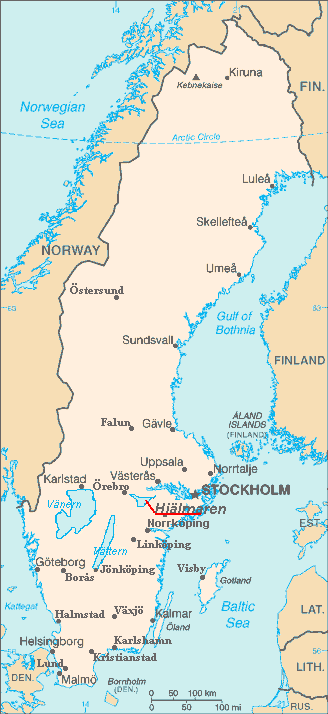
دریاچه هیلمارن (با رنگ قرمز)

هیلمارن (سوئدی: Hjälmaren) چهارمین دریاچه بزرگ کشور سوئد است.این دریاچه در نزدیکی شهر اوربرو و مجاور دریاچه ملارن در غرب استکهلم واقع شده است.این دریاچه به کمک کانال ۱۳ کیلومتری هیلماره به استکهلم متصل می‌شود.
این دریاچه توسط سه استان نرکه، سودرمانلاند و وستمانلاند احاطه شده است.
این دریاچه ۶۳ کیلومتر طول، در حدود ۲۰ کیلومتر عرض، متوسط ۶ متر طول و ۴۸۳ کیلومتر مربع مساحت دارد.کرانه این دریاچه محل برگزاری جشنواره‌های موسیقی بسیاری است و تا کنون گروه‌هایی هم‌چون اسمشینگ پامپکینز، سانیک یوث و پرل جم در این مکان نمایش اجرا کرده‌اند.
شورشی معروف سوئدی انگلبرکت انگلبرکتسون در سال ۱۴۳۶ در جزیره‌ای در همین دریاچه کشته شد.